# Cartels (film)
Pour les articles homonymes, voir Cartels.
Pour plus de détails, voir Fiche technique et Distribution.
Cartels, également connu sous le titre Killing Salazar, est un film d'action américain écrit et réalisé par Keoni Waxman et sorti en 2017.
Il a eu une sortie en salles limitée le 7 juillet 2017 et est sorti sur DVD et en streaming numérique le 19 septembre 2017.

## Fiche technique
- Titre original : Cartels
- Réalisation : Keoni Waxman
- Scénario : Keoni Waxman, Richard Beattie
- Photographie :
- Montage :
- Musique :
- Production :
- Sociétés de production :
- Pays de production : États-Unis
- Langue originale : anglais
- Format : couleur
- Genre : action
- Durée : 95 minutes
- Dates de sortie[2] :
  - États-Unis : 7 juillet 2017

## Distribution
- Steven Seagal : John Harrison
- Luke Goss : Maj. Tom Jensen
- Georges St-Pierre : Bruno Sinclaire
- Darren E. Scott : Maj. John Skokowski - aka Skony
- Florin Piersic Jr. : Joseph 'El Tiburon' Salazar
- Martine Argent : Amanda Chavez
- Lauro David Chartrand-Del Valle : Eric Ramirez (as Lauro Chartrand)
- Bruce Crawford : Gary Dentze
- Claudiu Bleont : Emilian
- Howard Dell : Mike Darol
- George Remes : Chief Cristi Badea (as Remes George)
- Adina Eady : Luca Negru (as Adina Galupa)
- Sharlène Royer : Ana
- Bogdan Farcas : SWAT Commander
- Massimo Dobrovic : Massimo - Hotel Manager
- Bryan Byrne : Assistant SWAT FBI Leader (non crédité)

## Récompenses et distinctions
- (en) Cartels: Awards, sur l'Internet Movie Database